# Live in Geneva
Live in Geneva is een livealbum van Wishbone Ash. Andy Powell had weer eens een  nieuwe band om zich heen verzameld. Het album is opgenomen tijdens het Rock Heroes Festival in Geneve in Arthurs Rock Club te  Genève. Het album werd uitgegeven in het kader van het 25-jarig bestaan van de band.

## Musici
- Andy Powell – gitaar, zang
- Roger Filgate – gitaar, zang
- Tony Kishman – basgitaar, zang
- Mike Sturgis – drums

## Muziek
| Nr. | Titel                                                                 | Duur |
| --- | --------------------------------------------------------------------- | ---- |
| 1.  | The king will come                                                    | 7:53 |
| 2.  | Strange affair                                                        | 6:18 |
| 3.  | Throw down the sword                                                  | 6:15 |
| 4.  | In the skin                                                           | 6:11 |
| 5.  | Hard times                                                            | 5:04 |
| 6.  | Blowin’ free                                                          | 8:32 |
| 7.  | Keeper of the light                                                   | 8:44 |
| 8.  | Medley (van Blind eye, Lady Whiskey, Jail bait, Phoenix, The pilgrim) | 8:44 |
| 9.  | Runaway                                                               | 3:44 |
| 10. | Sometime world                                                        | 6:37 |
| 11. | Vas dis                                                               | 5:55 |